# 韋爾斯利 (麻薩諸塞州)
韋爾斯利是美國麻薩諸塞州諾福克縣中的一個鎮。據美國2000年人口普查，该镇的人口为26,613。

## 外部連結
- 韋爾斯利鎮官方網站